# Gnarabup Beach
Gnarabup Beach es una playa en el sur del estado australiano de Australia Occidental. Está cerca de la ciudad de Prevelly.
La playa tiene 1,6 kilómetros de largo y hasta 40 metros de ancho. Se abre hacia el oeste. Varios senderos conducen a la playa.
La playa de Gnarabup no está vigilada por socorristas.